# 久木村
久木村（ひさぎむら）は、島根県簸川郡にあった村。現在の出雲市斐川町福富、斐川町今在家、斐川町美南、斐川町原鹿にあたる。

## 地理
- 河川：斐伊川[1]

## 歴史
- 1889年（明治22年）4月1日、町村制の施行により、出雲郡福富村、今在家村、南村、原鹿村が合併して村制施行し、久木村が発足[1][2]。
- 1896年（明治29年）4月1日、郡の統合により簸川郡に所属[2]。
- 1955年（昭和30年）4月15日、簸川郡荘原村、出西村、伊波野村、直江村、出東村と合併して、斐川村を新設して廃止[1][2]。

## 産業
- 農業[1]